# Pawel Krumholz
Pawel Krumholz (Rajcza, 30 de agosto de 1909 — São Paulo, 11 de agosto de 1973) foi um químico polonês naturalizado brasileiro, notável por suas contribuições fundamentais ao desenvolvimento da química inorgânica e da química de coordenação no Brasil. Considerado um dos pioneiros da pesquisa química no país, seu trabalho combinou rigor acadêmico com aplicações industriais inovadoras.

## 

### Formação e carreira inicial
Krumholz obteve seu doutorado em 1932 na Universidade de Viena, sob orientação do renomado químico Fritz Feigl, com quem desenvolveu importantes trabalhos em microanálise e química analítica. Durante o período na Áustria, publicou diversos estudos sobre Reatividade de ligantes coordenados a metais de transição, desenvolvimento de técnicas analíticas para determinação de íons metálicos e Cinética de redução de heteropoliácidos. Com a Anschluss em 1938, foi perseguido pelo regime nazista e emigrou para Gante, onde atuou como Diretor Científico da Sociedade Belga de Estudos e Pesquisas, desenvolvendo processos hidrometalúrgicos para obtenção de vanádio, molibdênio e índio.

### Carreira no Brasil

#### Atuação industrial
Em 1941 transferiu-se definitivamente para o Brasil, tornando-se cidadão brasileiro em 1945. Na Orquima S.A., empresa líder no setor químico brasileiro, desenvolveu processos pioneiros para tratamento de monazita, matéria-prima estratégica para produção de tório e urânio, implementou métodos de separação de terras raras
- Coordenou a produção de óxidos de alta pureza para aplicações nucleares

Entre 1962-1964 dirigiu a Divisão de Engenharia Química do Instituto de Energia Atômica (atual IPEN).

#### Carreira acadêmica
Em 1966 ingressou como Professor Colaborador no Instituto de Química da Universidade de São Paulo (IQ-USP), onde ministrou cursos avançados em compostos de coordenação e química quântica, orientou estudantes de pós-graduação
, estruturou o programa de pós-graduação e introduziu abordagens modernas no ensino de química inorgânica.

### Contribuições científicas

#### Química de coordenação
- Estudos pioneiros com complexos de ferro com ligantes imínicos
- Demonstração da existência de ligação metal-metal em carbonilos metálicos
- Descoberta da alteração do spin eletrônico em complexos de ferro(II)
- Desenvolvimento do conceito de retrodoação ("back-donation") para explicar propriedades de complexos

#### Espectroscopia
- Projeto e construção dos primeiros espectrofotômetros UV-vis no Brasil
- Estudos pioneiros de espectroscopia Raman de carbonilos metálicos em colaboração com Hans Stammreich
- Desenvolvimento de métodos espectrofotométricos para determinação de constante de estabilidade

Em 1977, a XVIII Conferência Internacional de Química de Coordenação, realizada em São Paulo, dedicou-lhe o Krumholz Memorial Symposium.